# Franz Mairecker

Franz Mairecker, aufgenommen von Otto Skall (1938)

Franz Mairecker (* 11. April 1879 in Gumpoldskirchen; † 11. Mai 1950 in Wien) war ein österreichischer Violinist.

## Leben
Franz Mairecker studierte von 1889 bis 1895 bei Josef Maxinczak, Jakob Moritz Grün, Ernst Ludwig und Robert Fuchs am Wiener Konservatorium. Er arbeitete anschließend als Aushilfe im Wiener Hofopernorchester.
Der Violinist wurde 1898 Mitglied der Wiener Philharmoniker. Dort hatte er verschiedene Funktionen inne. So war er von 1909 bis 1938 Mitglied des Komitees des Orchesters, von 1911 bis 1933 Vorstandsstellvertreter und ab 1921 Konzertmeister. Er gründete 1922 das Mairecker-Quartett, mit dem er durch Europa und Amerika reiste. In seinem Geburtsort Gumpoldskirchen besaß er ein altes Weingut.
Franz Mairecker unterrichtete ab 1919 Violine und Kammermusik an der Akademie für Musik und darstellende Kunst, die aus dem Wiener Konservatorium hervorgegangen war. Dort wurde er 1924 Dozent und 1929 außerordentlicher Professor. Außerdem wirkte er ab 1922 als Mitglied der Prüfungskommission für das Lehramt Musik an Mittelschulen und Lehrerbildungsanstalten.
Mairecker ging 1945 bei den Wiener Philharmonikern und 1946 an der Akademie in Pension. Er starb vier Jahre später im Alter von 71 Jahren.

## Ehrungen

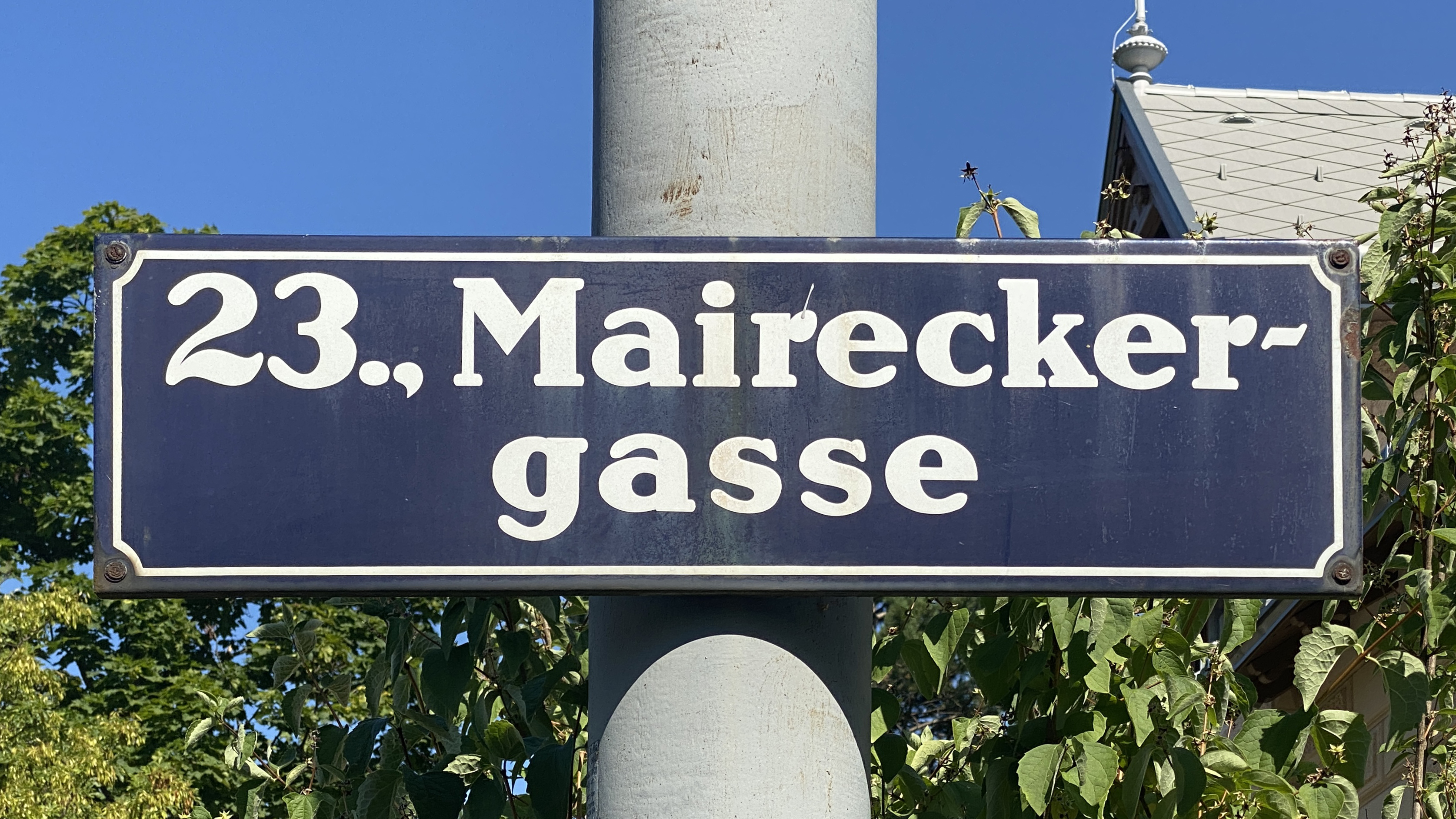
Straßenschild Maireckergasse in Wien-Rodaun

- Goldene Medaille der Universität Buenos Aires (1922)
- Berufstitel Regierungsrat (1927) und Hofrat (1938)
- Officier de l’instruction publique (1928)
- Ritterkreuz I. Klasse des Österreichischen Verdienstordens (1934)[1]
- Benennung der Maireckergasse in Wien-Rodaun (1957)[4]